# WWF Super Wrestlemania
WWF Super Wrestlemania är ett TV-spel från 1992, baserat på World Wrestling Federation, och utgivet till SNES och Sega Mega Drive.
Man kan välja mellan Randy "Macho Man", Savage, Hulk Hogan, Jake "the Snake" Roberts, "Undertaker", "Million Dollar Man", "Ted Dibiase", "Sid Justice", "Hawk", "Animal", "Earthquake" och "Typhoon". 

### Fotnoter
1. ↑  ”WWF Super Wrestlemania” (på svenska). Nintendomagasinet (Kungsbacka: Atlantic) (10 1992):  sid. 16 (Power Player). oktober 1992. Läst 21 april 2014.